# Cantó de Prauthoy

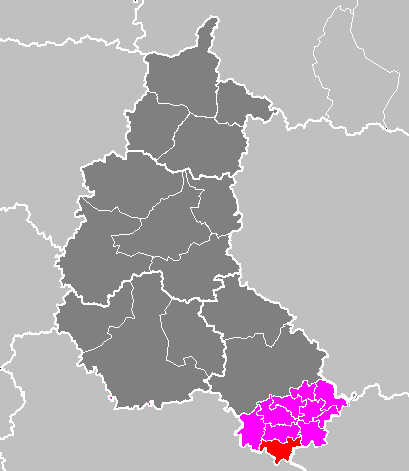
Localització del cantó.

El cantó de Prauthoy és un cantó francès del departament de l'Alt Marne, situat al districte de Langres. Té 18 municipis i el cap és Prauthoy.

## Municipis
- Chalancey
- Chassigny
- Choilley-Dardenay
- Coublanc
- Cusey
- Dommarien
- Grandchamp
- Isômes
- Maâtz
- Montsaugeon
- Occey
- Prauthoy
- Rivière-les-Fosses
- Saint-Broingt-les-Fosses
- Vaillant
- Le Val-d'Esnoms
- Vaux-sous-Aubigny
- Vesvres-sous-Chalancey

## Història
| Data d'elecció                           | Identitat          | Partit           | Qualitat |
| ---------------------------------------- | ------------------ | ---------------- | -------- |
| 1945-1955                                | Pierre Mathey      | RGR              |          |
| 1955-1967                                | M. Jaillet         | Divers droite    |          |
| 1967-1992                                | Marcel Pernot      | Divers droite    |          |
| 1992-2011                                | Charles Guené      | RPR, després UMP |          |
| 2011-                                    | Jean-Michel Rabiet | UMP              |          |
| les dades anteriors no són pas conegudes |                    |                  |          |
|                                          |                    |                  |          |

## Demografia
| A partir de 1990: Població sense dobles comptes |